# Cyrillus-Camillus Barbary
Pour les articles homonymes, voir Barbary.
Cyril-Camillus Barbary, né à Klerken (Flandre-Occidentale, Belgique) le 4 août 1899 et mort à Détroit  (Michigan, États-Unis) le 16 septembre 2004  est un vétéran belge qui a combattu lors de la Première Guerre mondiale.
Il est connu pour avoir été le dernier ancien combattant belge en vie de cette guerre.

## Biographie
Cyril-Camillus Barbary a servi au 2e régiment de ligne sur le front occidental lors des six derniers mois de la guerre. Il émigrera aux États-Unis où il meurt en 2004 à l'âge de 105 ans.